# Am Stein 8 (Ingolstadt)

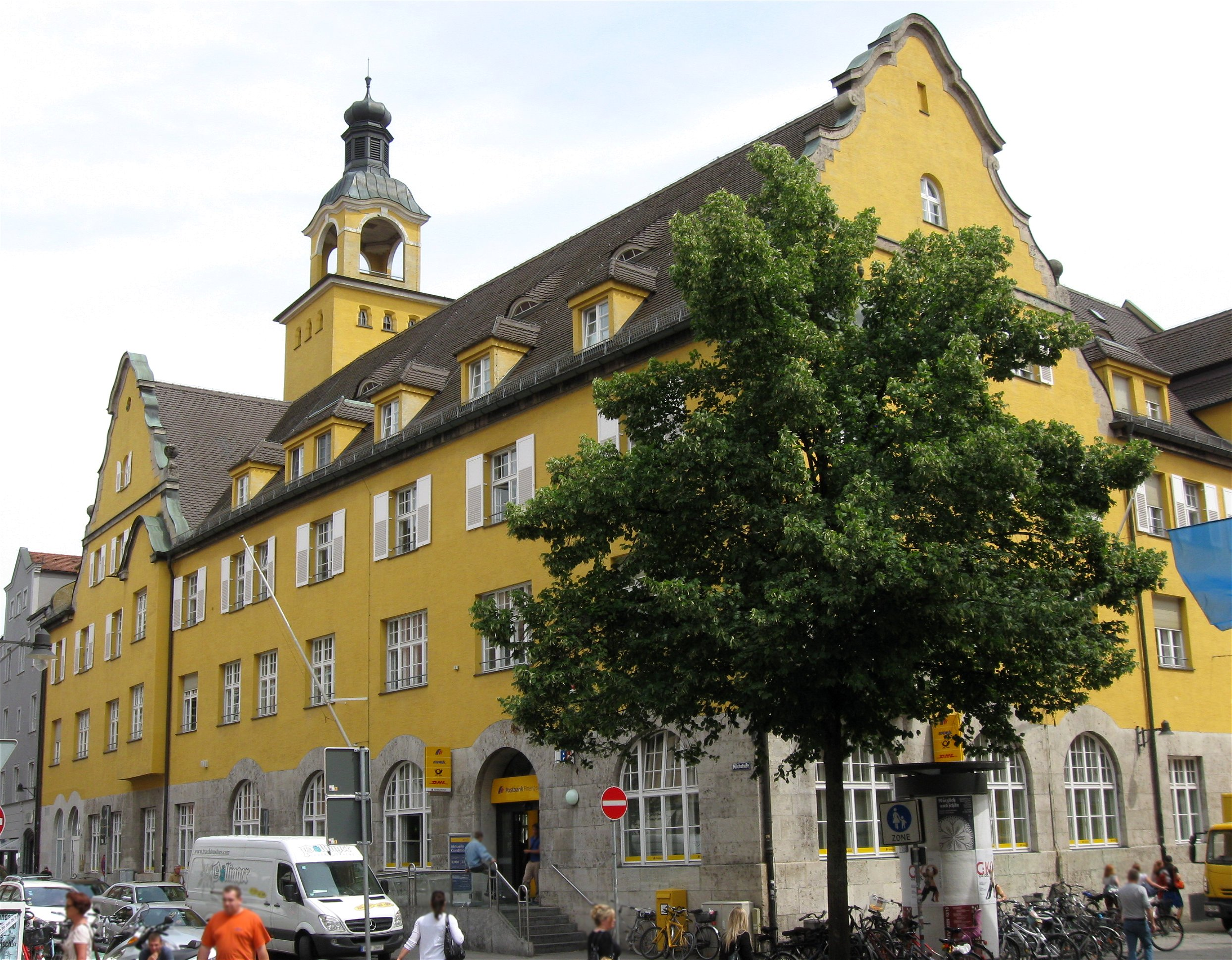
Die Neue Post in Ingolstadt

Am Stein 8, auch Neue Post genannt, ist ein Baudenkmal in der bayrischen Stadt Ingolstadt. Es handelt sich um einen barockisierenden, dreigeschossigen Gruppenbau in Ecklage mit Flacherkern, geschweiften Giebeln und turmartigem Dachreiter mit Haube.

## Geschichte
Nachdem am 1. Oktober 1897 die Ingolstädter Fernsprechanlage eröffnete, wurde dem königlichen Postministerium klar, dass das Postamt aus Platzgründen umziehen muss. Ab 1907 wurde an der Ecke Milchstraße/Am Stein gebaut. Der Turm zeugt vom Repräsentationswillen der Bauherren, hatte aber auch einen praktischen Nutzen: Von der Plattform spannten sich in alle vier Himmelsrichtungen die Kabel zu den einzelnen Telefonanschlüssen der Stadt. Heute ist der Turm leer.